# Longside
Longside ist eine Ortschaft in der schottischen Council Area Aberdeenshire. Sie liegt etwa zehn Kilometer westlich von Peterhead am rechten Ufer des South Ugie Water, das zwei Kilometer nordöstlich durch Zusammenfluss mit dem North Ugie Water den Ugie bildet.

## Geschichte
Die Familie Ferguson erwarb im Jahre 1700 das Anwesen Pitfour. James Ferguson, Sohn von James Ferguson, Lord Pitfour, erbte Pitfour im Jahre 1777. In der Umgebung des Anwesens ließ er in den folgenden Jahrzehnten verschiedene Plansiedlungen umsetzen. Hierzu zählt neben Mintlaw und New Deer auch Longside. Im Falle von Longside wurde eine bereits bestehende Siedlung neu strukturiert und erweitert. Longside entwickelte sich durch Textilwebereien und den Bruch von Granit.
1619 wurde der Bau einer heute als Old Parish Church of Longside bezeichneten Ruine einer Pfarrkirche begonnen. Durch den Neubau der Longside Parish Church im Jahre 1835 wurde sie obsolet. 1915 beziehungsweise 1941 entstanden mit der RNAS Longside und einem Flugfeld der RAF Peterhead zwei Militärkomplexe in der Umgebung.
Zwischen 1831 und 1871 stieg die Einwohnerzahl Longsides von 316 auf 584 an. Dann fiel sie innerhalb eines Jahrzehnts auf 474 Einwohner. Nachdem 1971 in Longside 424 Personen lebten, stieg die Einwohnerzahl in den folgenden Jahrzehnten stetig auf 920 im Jahre 2011 an.

## Verkehr
Die von Peterhead nach New Pitsligo führende A950 bildet die Hauptverkehrsstraße Logsides. In Mintlaw sind außerdem die A952 (Toll of Birness–Cortes) und bei Peterhead die A90 (Edinburgh–Fraserburgh) innerhalb kurzer Strecke erreichbar.
Über einen Abzweig der Formartine and Buchan Railway, eine bis nach Fraserburgh führende Stichbahn der Great North of Scotland Railway, wurde Longside im Laufe des 19. Jahrhunderts an das britische Eisenbahnnetz angeschlossen. Die Strecke wurde zwischenzeitlich aufgelassen und rückgebaut.